# BMW M1

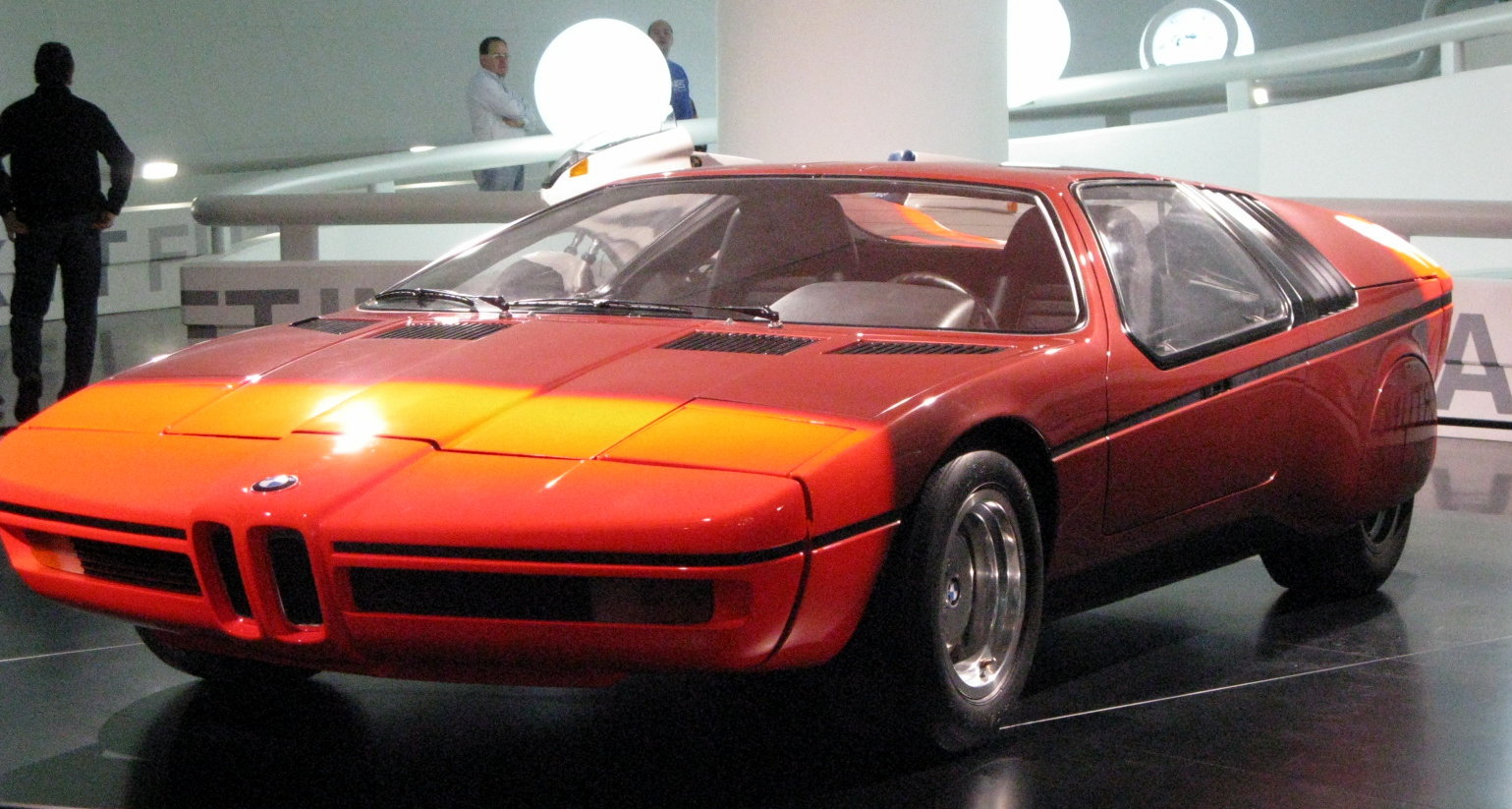
BMW Turbo 1972

BMW M1 (BMW:s chassikod: E26) är en sportvagn, tillverkad av den tyska biltillverkaren BMW mellan 1978 och 1981.

## Bakgrund
BMW var framgångsrika inom standardvagnsracing under 1970-talet med CSL- och 320-modellerna, men BMW M:s grundare Jochen Neerpasch hade större planer än så. Arbetet med M-avdelningens första bil startade i början av 1976. Det skulle bli en tävlingsbil med linjer från Paul Bracq:s designkoncept BMW Turbo från 1972 och med målet att bryta Porsches dominans i GT-racingen. Problemet var bara att BMW inte hade någon erfarenhet av att tillverka mittmotorsportvagnar och för att få tävla i FIA:s grupp 4 måste företaget bygga 400 bilar under 24 månader. Neerpasch vände sig därför till mer erfarna specialister i Italien för konsultation.

## BMW M1
Lamborghini fick uppdraget att konstruera och tillverka ett ändamålsenligt chassi med dubbla länkarmar vid varje hjul. Karossen ritades av ItalDesign. Den enda delen som BMW själva stod för var den sexcylindriga radmotorn. Den hämtades från 3,5 CSL-modellen och var försedd med en fyrventilstopp. Huvuddelen av de tillverkade bilarna skulle bli snabba landsvägsvagnar med nedtrimmad motor och lyxig interiör för att homologera tävlingsbilarna.

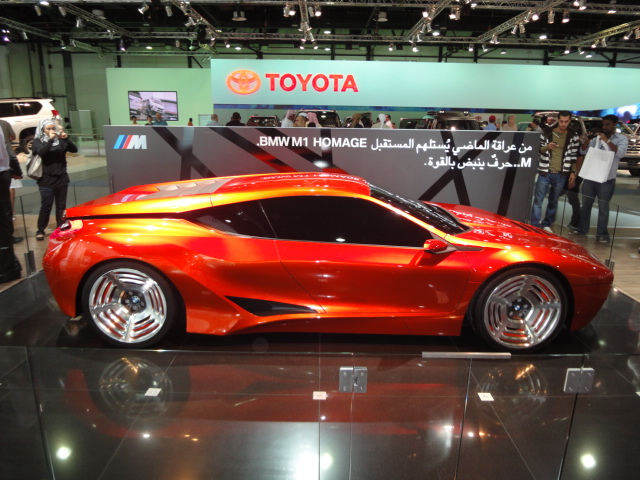
BMW M1 Hommage 2008

Ganska snart uppstod förseningar i projektet, mycket beroende på Lamborghinis usla ekonomiska situation. I början av 1978 bröt BMW samarbetet med Lamborghini och tillverkningen flyttades till Baur i Stuttgart. M1:an introducerades på bilsalongen i Paris hösten 1978, men det dröjde fram till slutet av 1980 innan bilen godkändes för deltagande i grupp 4-racing av FIA. BMW byggde även några grupp 5-bilar med turbomotor på mer än 800 hk, men vid det här laget hade företaget beslutat att gå vidare med formel 1 som motorleverantör till Brabham och utvecklingen av M1:an avslutades.
Motorn kom senare till användning i M635 CSi och den första generationen M5.

## BMW M1 Hommage

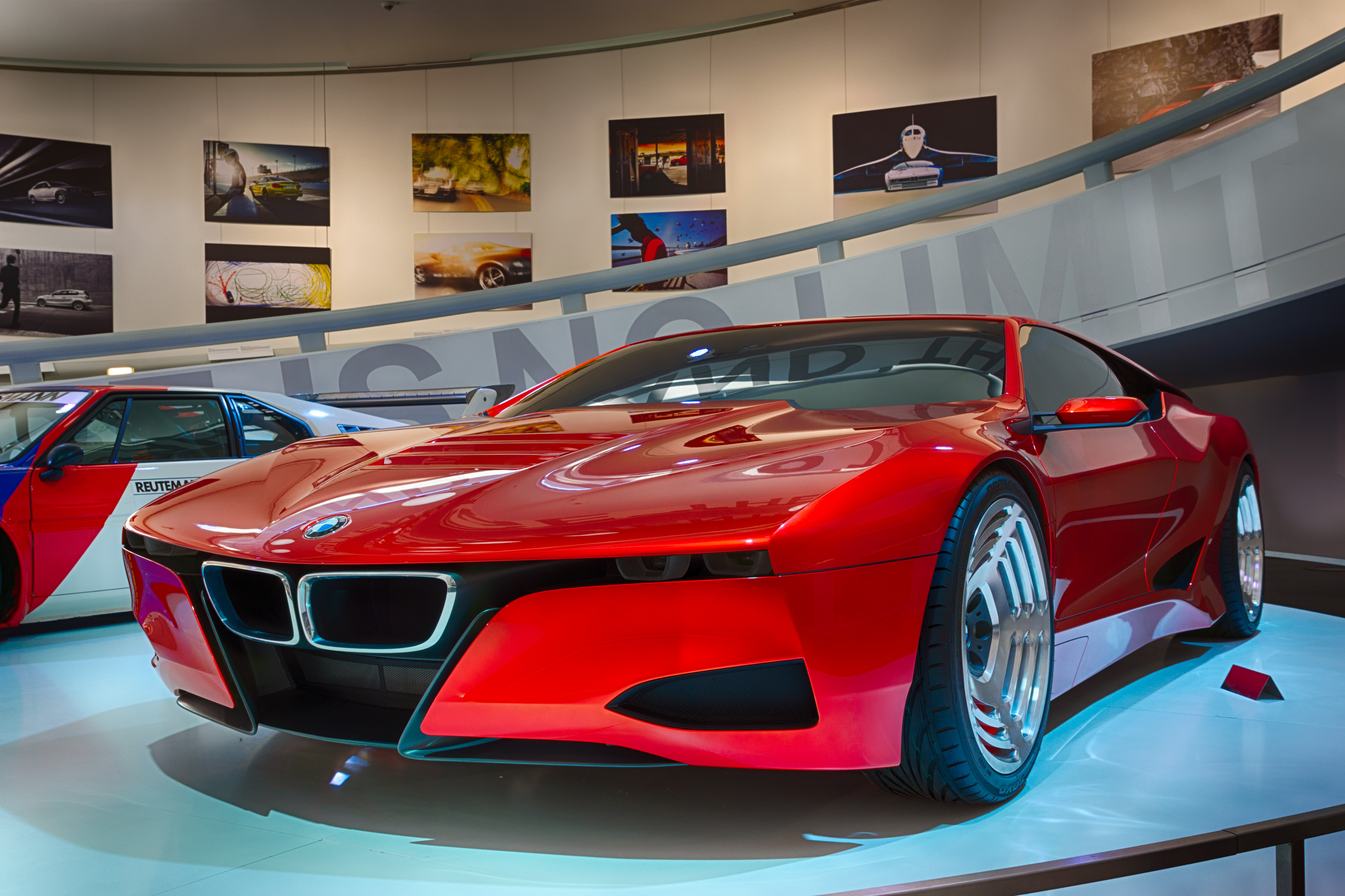
M1 Homage Koncept i BMW Museum från höger

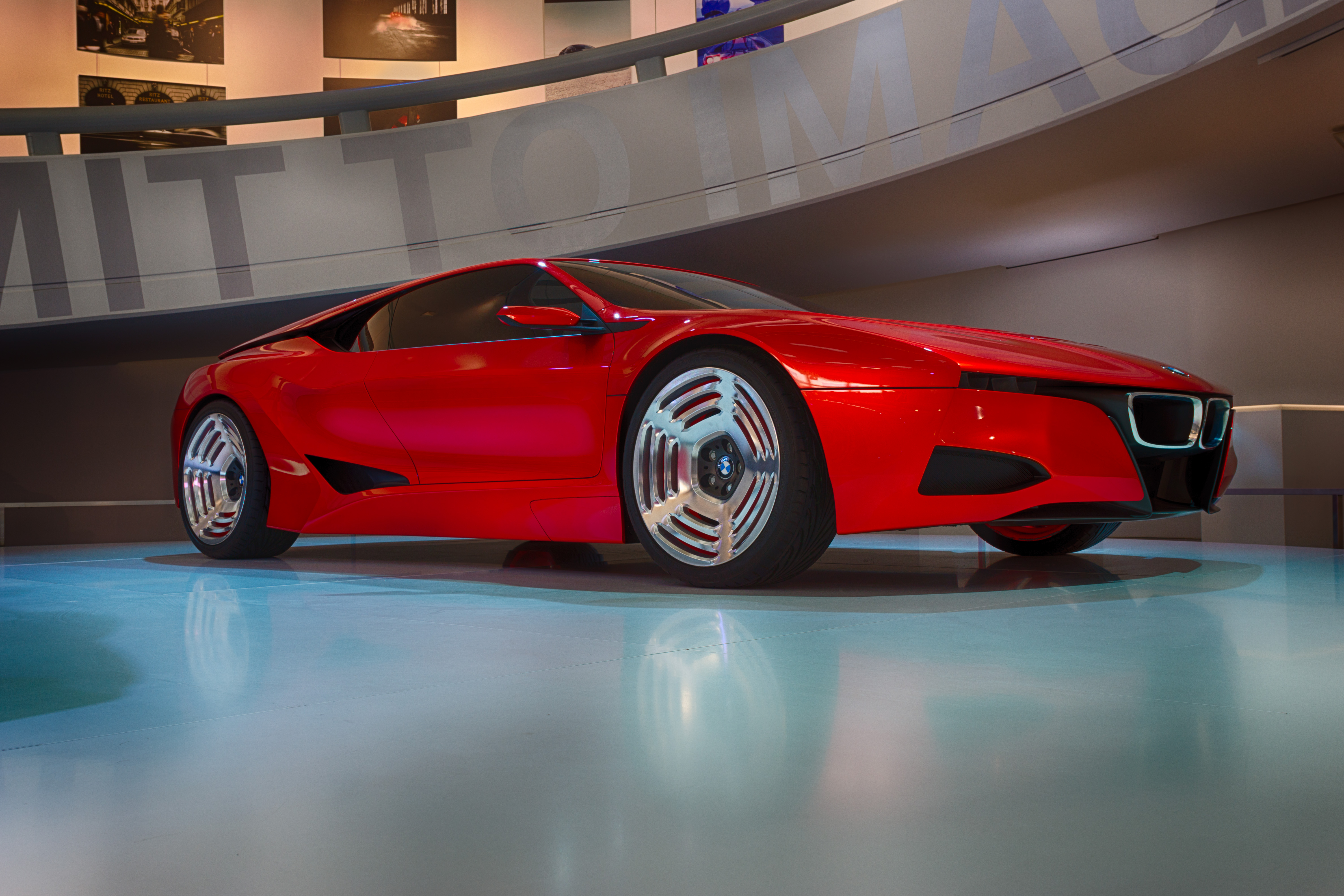
M1 Homage Koncept i BMW Museum från vänster

I april 2008 presenterade BMW konceptet M1 Homage, för att fira 30-årsjubileet av M1. Konceptfordonet använder en mittmotorlayout som lånar stylingtips från både den ursprungliga M1 och BMW Turbo-showbilen.
M1 Homage-konceptet visades först för allmänheten på Concorso d'Eleganza Villa d'Este 2008. Designen skrevs av BMW:s interna designteam, inspirerad av både den ursprungliga M1 och BMW Turbo-konceptet designad av Paul Bracq. BMW Turbo hade många tekniska och avancerade innovationer från BMW som var en del av inspirationen till M1 Homage-konceptet. Fronten på bilen skiljer sig mest från bilens övriga delar. De främre har dubbla strålkastare som inte är samma som popup-typ som finns på original M1, men det vanliga varumärket för njurgallren finns. M1 Homage innehåller också det dubbla märket på baksidan av bilen som den ursprungliga M1. Det finns inga foton av bilens interiör eller av bilen i aktion, och inte heller har specifikationerna för bilen släppts eftersom bilen endast var avsedd att vara en designövning.

## Tekniska data

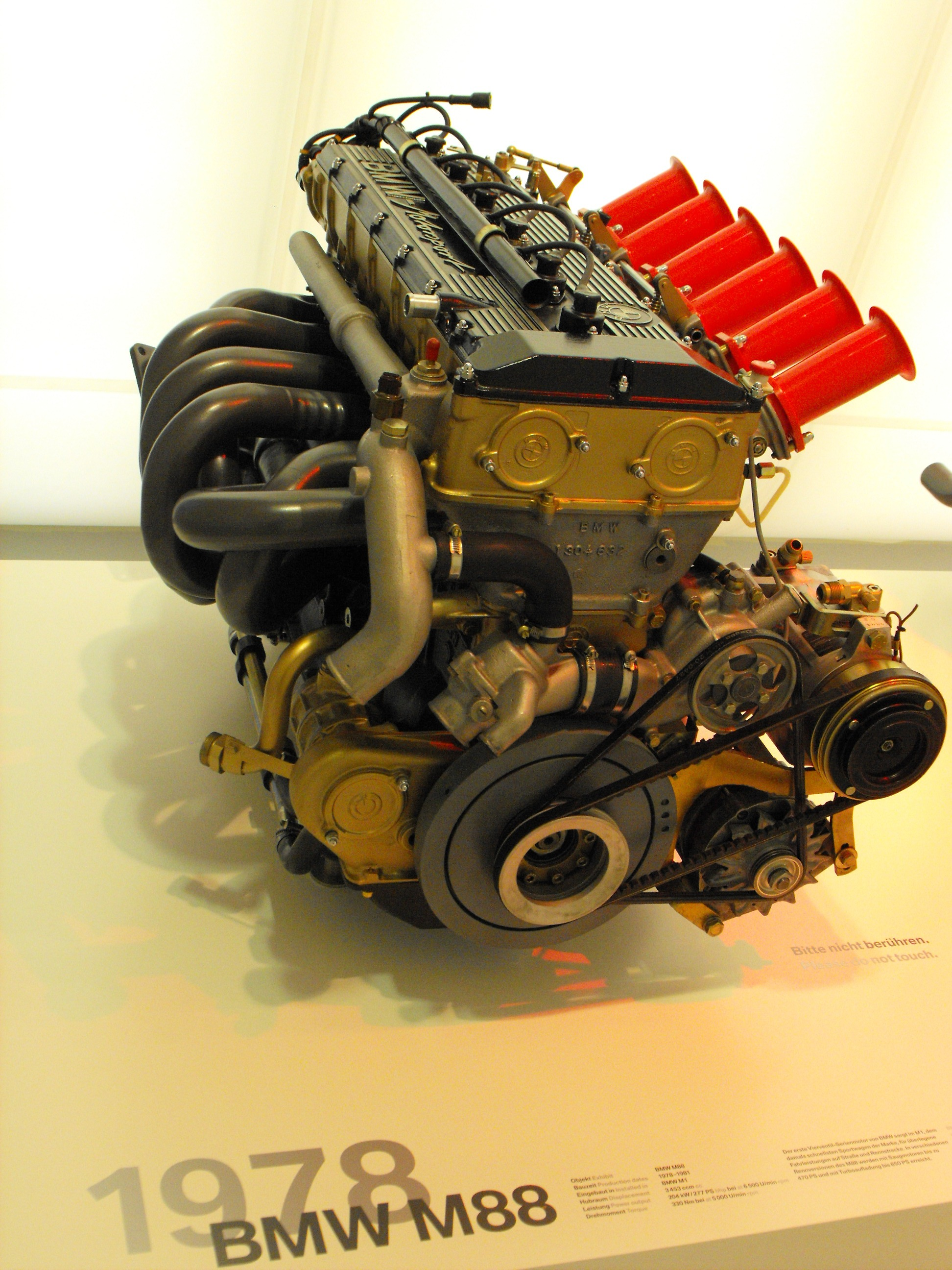
M88/1 motor

| Tekniska data               | M1                                                      | M1 Grupp 4                                              |
| --------------------------- | ------------------------------------------------------- | ------------------------------------------------------- |
| Motor:                      | M88/1: 6-cylindrig radmotor                             | M88/1: 6-cylindrig radmotor                             |
| Cylindervolym:              | 3453 cm3                                                | 3453 cm3                                                |
| Borrning x slaglängd:       | 93,4 x 84,0 mm                                          | 93,4 x 84,0 mm                                          |
| Max effekt vid varvtal:     | 277 hk vid 6 500 v/min                                  | 470 hk vid 9 000 v/min                                  |
| Max vridmoment vid varvtal: | 330 Nm vid 5 000 v/min                                  | 390 Nm vid 7 000 v/min                                  |
| Kompression:                | 9,0 : 1                                                 | 11,2 : 1                                                |
| Ventilstyrning:             | Dubbla överliggande kamaxlar, 4 ventiler per cylinder   | Dubbla överliggande kamaxlar, 4 ventiler per cylinder   |
| Bränslesystem:              | Bosch/Kugelfischer bränsleinsprutning                   | Bosch/Kugelfischer bränsleinsprutning                   |
| Växellåda:                  | 5-växlad manuell                                        | 5-växlad manuell                                        |
| Hjulupphängning:            | Dubbla tvärlänkar, skruvfjädrar, krängningshämmare      | Dubbla tvärlänkar, skruvfjädrar, krängningshämmare      |
| Bromsar:                    | Ventilerade skivbromsar                                 | Ventilerade skivbromsar                                 |
| Chassi & kaross:            | Fackverksram i stål med kaross i glasfiberarmerad plast | Fackverksram i stål med kaross i glasfiberarmerad plast |
| Hjulbas:                    | 2560 mm                                                 | 2560 mm                                                 |
| L x B x H:                  | 4360 x 1824 x 1140 mm                                   | 4360 x 1824 x 1140 mm                                   |
| Vikt:                       | 1300 kg                                                 | 1020 kg                                                 |
| Toppfart:                   | 260 km/h                                                | 310 km/h                                                |

## Tävlingsresultat

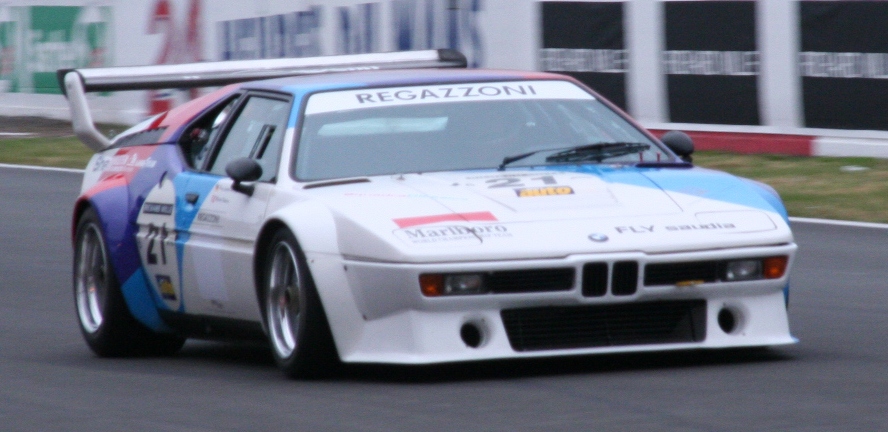
BMW M1 Procar

Den utdragna homologeringsprocessen gjorde att många potentiella kunder tröttnade på att vänta på sin bil. Jochen Neerpasch genomförde då ett framgångsrikt PR-trick och startade enhetsserien BMW M1 Procar Championship 1979 som kördes som supportklass till F1-loppen i Europa 1979 och 1980. Här fick M1-kunderna kämpa mot de bästa F1-förarna i likvärdiga bilar. Niki Lauda vann första säsongen och Nelson Piquet den andra.
Utanför Procar-serien var M1-modellens framgångar begränsade. Mest uppmärksammat blev sjätteplatsen vid Le Mans 24-timmars 1979.